# Gaspare Fumagalli
Gaspare Fumagalli (Roma, inizio del XVIII secolo – Palermo, dopo il 1764) è stato un pittore italiano.

## Lavori
- Villa Resuttano Pitroales (Piana dei Colli): affreschi (con Vito D'Anna)
- Complesso Malaspina (Palermo): affreschi (con Vito D’Anna)
- Palazzo Valguarnera (Gangi): affreschi sotto la direzione di Elia Interguglielmi
- Oratorio dei Bianchi (Palermo): Decorazioni della Vorhalle
- Museo Diocesano di Palermo
- Palazzo Bongiorno (Gangi): affreschi Trompe-l'œil
- Villa Pantelleria (Palermo)
- Chiesa di Santa Chiara (Palermo): affreschi
- Palazzo Nasello (Aragona)
- Villa Lampedusa (Palermo)